# الكلية الوطنية للفنون
الكلية الوطنية للفنون (المعروفة باسم NCA) هي جامعة عامة تقع في لاهور، بنجاب، باكستان. 
التاريخ
تأسس المعهد في الأصل عام 1876 باسم مدرسة مايو للفنون الصناعية وكان أحد كليتي الفنون اللتين أنشأهما التاج البريطاني في الهند البريطانية ردًا على حركة الفنون والحرف اليدوية. وقد سُمي تكريمًا لنائب الملك البريطاني الذي اغتيل مؤخرًا اللورد مايو عام 1876. أصبح جون لوكوود كيبلينج أول مدير للمدرسة وعُين أيضًا أول أمين لمتحف لاهور الذي افتُتح في نفس العام في مبنى مجاور. في عام 1958، أُعيدت تسمية المدرسة إلى الكلية الوطنية للفنون وعُين ميان بركات علي مديرا لها. تم تعيينها كمؤسسة فنية رائدة في البلاد، ونُقلت إلى وزارة التعليم من وزارة الصناعات في الستينيات. حصلت على وضع منح الشهادات في عام 1985 وأنشأت أول برامج الدراسات العليا لها في عام 1999. في عام 2011، حصلت الكلية على ميثاقها الخاص وأصبحت معهدًا لمنح الشهادات (DAI).
الاقسام
برامج البكالوريوس
قسم الفنون الجميلة
قسم التصميم
تصميم الاتصالات البصرية
تصميم الخزف
تصميم المنسوجات
تصميم المنتجات
قسم السينما والتلفزيون
قسم الهندسة المعمارية
قسم علم الموسيقى
قسم الدراسات الثقافية